# Grammorhoe pacuviaria
Grammorhoe pacuviaria är en fjärilsart som beskrevs av Charles Oberthür 1885. Grammorhoe pacuviaria ingår i släktet Grammorhoe och familjen mätare. Inga underarter finns listade i Catalogue of Life.